# بزرگداشت معلم‌ها
'''معلم: چند سیما و خاطره (بزرگداشت معلم‌ها) فیلم کوتاهی به‌کارگردانی عباس کیارستمی است که در سال (۱۳۵۶ خورشیدی) تولید شد. در این فیلم، صحبت‌هایی پیرامون شغل حساس و پراهمیت معلم گفته می‌شود و رابطهٔ آن با کودکان از زبان معلم‌ها به‌تصویر کشیده می‌شود.